# Bill Mauldin
William Henry "Bill" Mauldin (29 oktober 1921 – 22 januari, 2003) amerikansk skämttecknare som vunnit Pulitzerpriset två gånger.
Gick med i armén 1940, deltog i strider i Europa. Skapade Willie & Joe, två tämligen dystra soldater genom vilkas ögon kriget ofta speglades (på ett sätt som inte alltid uppskattades av det högre befälet). Efter kriget fortsatte han som politisk skämttecknare, med vissa problem då han låg för långt till vänster för stora delar av läsekretsen.
Efter ett uppehåll då han ägnade sig åt författande och journalistik återgick Mauldin till tecknandet 1958.
Under många år hedrade serietecknaren Charles M. Schulz (själv veteran från Andra världskriget) Bill Mauldin genom att inkludera honom i hans Snobbenstrippar på Veterans Day. Snobben utklädd som arméveteran brukade då besöka Mauldin i hans hus där de drack Root beer och berättade krigshistorier.

## Filmografi
Filmen Up Front (1951) och Back at the Front (1952) baserades på Mauldins seriefigurer Willie & Joe. Mauldin medverkade som skådespelare i filmerna Ung soldat och Teresa båda från 1951. Han medverkade också, som sig själv, i dokumentärfilmen America in the '40s från 1998.